# Leslie Burton
Leslie Burton (Leslie Aubrey Burton; * 15. Oktober 1882 in Heswall, Merseyside; † 10. Juni 1946 in Scarborough) war ein britischer Hürdenläufer, der sich auf die 400-Meter-Distanz spezialisiert hatte.
Bei den Olympischen Spielen 1908 in London wurde er Vierter in 58,0 s.
Seine persönliche Bestzeit über 440 Yards Hürden von 48,2 s (entspricht 47,9 s über 400 m Hürden) stellte er am 7. September 1901 in Manchester auf.
Seine Tochter Elaine Burton wurde als Politikerin bekannt.